# Дечко Стаматов
Дечко Петров Стаматов е български художник.

## Биография
Роден е в Шипка, Казанлъшко, в семейството на учители, македонски българи. По-голям брат е на Станьо Стаматов. В 1904 година започва да учи в Софийското художествено индустриално училище, в класа на Иван Мърквичка. Завършва в 1909 година.
Участва в трите войни за национално освобождение (1912 – 1918) и е носител на два ордена „За храброст“.
От 1910 до 1935 година е учител в Кюстендилската гимназия. Един от авторите е на стенописите в софийската патриаршеска катедрала „Свети Александър Невски“. В Кюстендил развива широка обществена дейност. Той е режисьор, гримьор и сценограф на театралната група към Читалище „Братство“. В 1926 година става председател на дружество „Юнак“ и летовище „Осогово“. През май 1927 година закупува парцел в Хисарлъка, където построява две сгради за детски лагер.
В 1925 – 1926 година в района на казармите на 13-и пехотен рилски полк изгражда чешма-паметник на загиналите чинове от полка в Балканските войни (1912 – 1913) и в Първата световна война (1915 – 1918). В 1933 година изгражда в Кюстендил паметника.
Умира на 21 септември 1935 година „Плачуща Македония“.